# Campionat europeu de boxa amateur de 1942

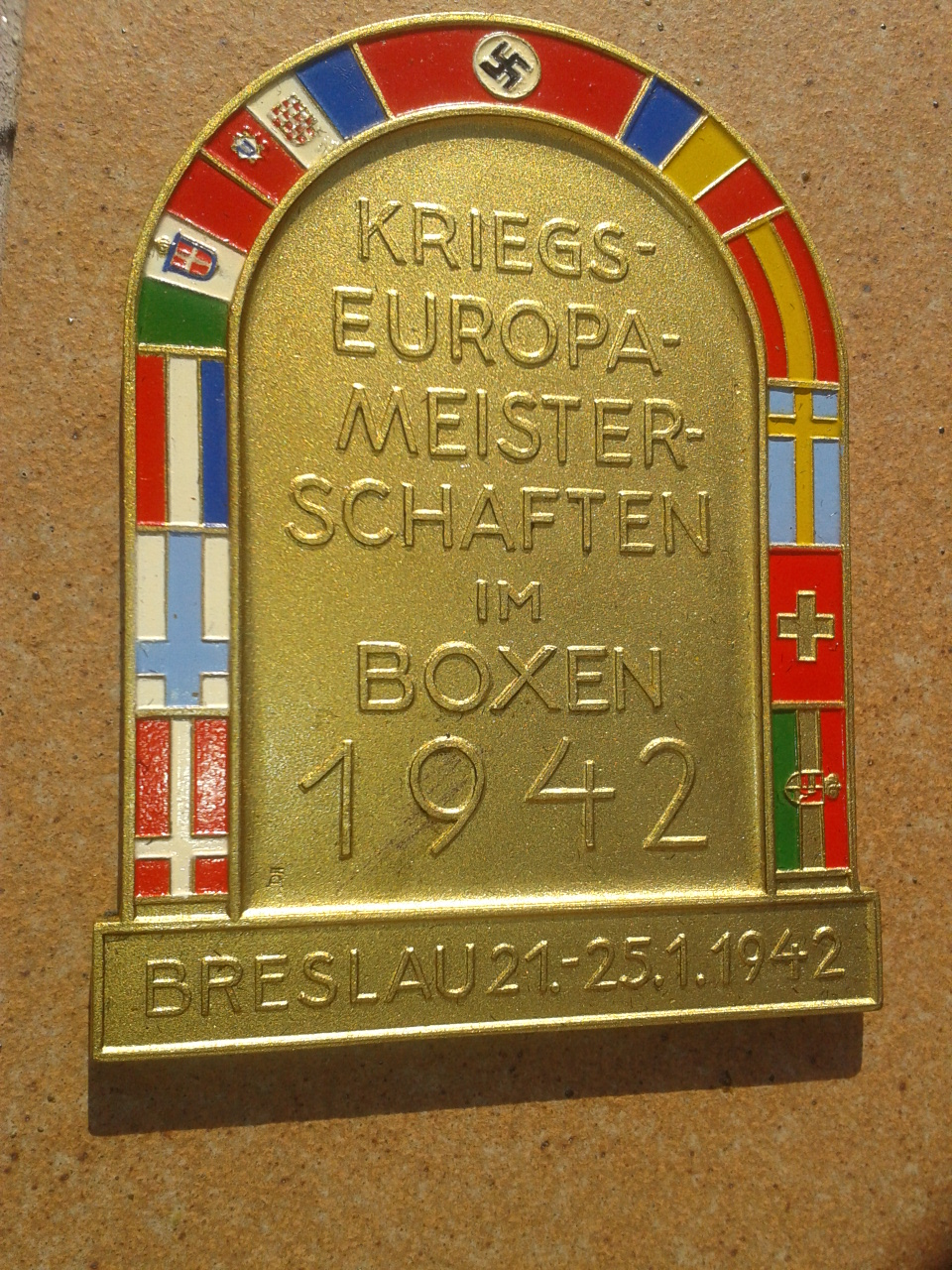
Medalla commemorativa dels europeus de boxa de Breslau de l'any 1942.

El Campionat Europeu de Boxa Amateur de 1942 es va celebrar a Breslau (actual Polònia) del 20 al 25 de gener, en plena Segona Guerra Mundial. Hi van participar 97 boxejadors d'11 països, tots ells estaven o envaïts o sota la influència del Tercer Reich o eren aliats de l'Alemanya d'Adolf Hitler. Concretament els països participants foren: Alemanya, Hongria i Itàlia (amb 16 boxejadors en cada equip), Croàcia, Dinamarca, Finlàndia, Països Baixos, Eslovàquia, Espanya, Suècia i Suïssa. Amb aquest campionats, i en un moment en què semblava que la guerra es decantava del cantó alemany, la propaganda nazi va voler repetir a petita escala el que havia succeït a Berlín amb els Jocs Olímpics de 1936, de cara a guanyar simpaties cap al moviment feixista. De fet, aquest Europeu de Boxa fou un petit assaig dels plans esportius i olímpics de Hitler per la postguerra i el Nou Ordre que aspirava a imposar a Europa. Tenia previst que totes les competicions esportives importants es disputessin a Alemanya i els Jocs Olímpics (de forma permanent) en el nou Deutsches Stadion (Estadi Alemany) que es va començar a construir a Nuremberg amb capacitat per a 400.000 espectadors. El seu arquitecte era Albert Speer i estava inspirat en l'Estadi panatenaic. Entre les elucubracions de Hitler estava la possibilitat de transformar els Jocs Olímpics en uns Jocs Pangermánicos o uns Jocs Aris. Òbviament la derrota de l'Eix en 1945 va acabar amb tots aquests plans i l'Estadi Alemany mai es va acabar.
Els directius de la boxa amateur mundial, alguns dels quals havien participat a Breslau, els va faltar temps per esborrar aquest torneig com si mai hagués existit de manera que els resultats van ser anul·lats per l'AIBA (Associació Internacional de Boxa Amateur).
La participació catalana, sota bandera de l'Espanya franquista, va recaure en Mariano Díaz Méndez i Joan Martí, els quals obtingueren una medalla de plata i una de bronze en les seves categories.

## Resultats i Medalles[4]
| Event              | Or                                 | Plata                       | Bronze                        |
| (– 50.8 kilograms) | Constante Paesani Itàlia           | Amleto Falcinelli Itàlia    | Mariano Diaz Mendez · Espanya |
| (– 53.5 kilograms) | Arturo Paoletti Itàlia             | Juan Marti · Espanya        | Stig Kreuger · Suècia         |
| (– 57.1 kilograms) | Dezső Frigyes · Hongria            | Artur Buettner · Alemanya   | Ermano Bonetti Itàlia         |
| (– 61.2 kilograms) | Duilio Bianchini Itàlia            | Florindo Tiberi Itàlia      | Heinz Gorczyca · Alemanya     |
| (– 66.7 kilograms) | Ferdinand Raeschke · Alemanya      | Lajos Szentgyorgy · Hongria | Börje Wretman · Suècia        |
| (– 72.6 kilograms) | Karl Gustaf Noren · Suècia         | Adolf Baumgarten · Alemanya | Carl Schmidt · Alemanya       |
| (– 79.4 kilograms) | Svend Aage Christensen · Dinamarca | Otto Proffitlich · Alemanya | Rudolf Pepper · Alemanya      |
| (+ 79.4 kilograms) | Hein ten Hoff · Alemanya           | Richard Grupe · Alemanya    | Gino Latini Itàlia            |

## Medaller[4]
| Pos. | País      | Or | Plata | Bronze | Total |
| 1    | Itàlia    | 3  | 2     | 2      | 7     |
| 2    | Alemanya  | 2  | 4     | 3      | 9     |
| 3    | Hongria   | 1  | 1     | 0      | 2     |
| 4    | Suècia    | 1  | 0     | 2      | 3     |
| 5    | Dinamarca | 1  | 0     | 0      | 1     |
| 6    | Espanya   | 0  | 1     | 1      | 2     |